# Jack Hatton
Jack Hatton (20 de septiembre de 1995-24 de septiembre de 2019) fue un deportista estadounidense que compitió en judo. Ganó una medalla de bronce en el Campeonato Panamericano de Judo de 2019 en la categoría de –81 kg.

## Palmarés internacional
| Campeonato Panamericano | Campeonato Panamericano | Campeonato Panamericano | Campeonato Panamericano |
| Año                     | Lugar                   | Medalla                 | Categoría               |
| ----------------------- | ----------------------- | ----------------------- | ----------------------- |
| 2019                    | Lima (Perú)             | Medalla de bronce       | –81 kg                  |